# Die Frauen des Mr. Mudd
Die Frauen des Mr. Mudd (Originaltitel: Mudd’s Women) ist die nach Ausstrahlungsreihenfolge 6. bzw. nach Produktionsreihenfolge 3. Episode der ersten Staffel der Science-Fiction-Fernsehserie Raumschiff Enterprise. Sie wurde in englischer Sprache erstmals am 13. Oktober 1966 bei NBC ausgestrahlt. In Deutschland war sie zum ersten Mal am 21. September 1987 in einer synchronisierten Fassung bei Sat.1 zu sehen, nachdem das ZDF sie bei der deutschen Erstausstrahlung der Serie in den Jahren 1972 bis 1974 übergangen hatte.

## Handlung
Im Jahr 2266 bei Sternzeit 1329,8 verfolgt die Enterprise ein unidentifiziertes Raumschiff. Als das Schiff in einen Asteroidengürtel flieht, droht sein Antrieb zu überhitzen. Um es vor den Asteroiden zu schützen, erweitert die Enterprise ihre Schutzschilde um das Schiff. Das lässt jedoch drei der wichtigen Lithiumkristall-Schaltkreise der Enterprise durchbrennen. Schließlich kann die Besatzung des fremden Schiffs auf die Enterprise gebeamt werden, bevor es explodiert. Der Captain stellt sich als Leo Walsh vor. Seine Begleiterinnen sind drei junge Frauen, die die männlichen Besatzungsmitglieder der Enterprise sofort in ihren Bann schlagen.
Walsh muss nun einige Fragen beantworten. Er behauptet, er sei lediglich geflohen, da er die Enterprise für ein feindliches Schiff gehalten hatte. Er hatte vor, seine Begleiterinnen nach Ophiucus III zu bringen, wo sie sich mit Siedlern verheiraten wollten. Während der Befragung stellt sich heraus, dass Walsh in Wirklichkeit ein gesuchter Krimineller ist, dessen wahrer Name Harcourt Fenton „Harry“ Mudd lautet. Captain Kirk beschließt, ihn bei nächster Gelegenheit den Behörden zu übergeben. Währenddessen hat die Enterprise Kurs auf Rigel XII gesetzt, um bei den dortigen Bergleuten die defekten Lithium-Kristalle zu ersetzen. Gegen Ende seiner Befragung hört Mudd ein Gespräch mit, in dem der Ausfall des letzten verbliebenen Schaltkreises gemeldet wird.
Mudd wird hellhörig und will jetzt mehr über Rigel XII erfahren. Zu diesem Zweck sollen seine Begleiterinnen Informationen beschaffen. Eve besucht Kirk in seinem Quartier und flirtet mit ihm. Sie bricht diesen Versuch aber rasch wieder ab und kehrt zu Mudd zurück. Ruth besucht Schiffsarzt McCoy auf der Krankenstation. Der stellt seltsame Werte fest, als sie an einer Instrumententafel vorbeiläuft, und fragt sich, ob hinter der betörenden Attraktivität der drei Frauen vielleicht ein Geheimnis steckt. Magda kann Lieutenant Farrell unbemerkt einen Kommunikator entwenden. Mit diesem kontaktiert Mudd nun die Bergleute auf Rigel XII und schlägt ihnen einen Handel vor: Er will sie mit seinen Begleiterinnen verkuppeln. Im Gegenzug sollen sie ihm helfen, die Kontrolle über die Enterprise zu übernehmen. Kurz darauf geht mit den Frauen eine merkwürdige Veränderung vor. Ihre Gesichter wirken plötzlich alt und verhärmt und sie flehen Mudd um „Venuspillen“ an, mit denen sie wieder ihr junges Aussehen erlangen.
Bei Rigel XII angekommen, will Kirk den Bergleuten ein faires Angebot für ihre Lithiumkristalle machen, aber diese lehnen ab und fordern stattdessen Mudds Frauen. Zudem sollen alle Anklagen gegen Mudd fallen gelassen werden. Kirk und sein erster Offizier Spock beamen zusammen mit Mudd und seinen Frauen hinunter auf den Planeten, wo sich die drei Bergleute Childess, Gossett und Benton mit den Frauen bekannt machen. Eve ist bald angewidert von der ganzen Betrugsmasche und flieht aus der Unterkunft. Da draußen ein Sturm tobt, geht Childess hinterher, um sie zu suchen. Er bringt sie in sein Quartier, wo sie sich langsam miteinander anfreunden. Nach einer Weile verändert sich Eves Aussehen aber wieder, was Childess sehr irritiert. Als Kirk und Mudd hinzukommen, muss Mudd den Betrug mit den „Venuspillen“ eingestehen. Eve nimmt eine Pille und wird wieder schön, doch Kirk enthüllt, dass er die echten Pillen mit gefärbter Gelatine vertauscht habe. Ihre Schönheit ist tatsächlich das Ergebnis ihres eigenen Selbstbewusstseins. Childess willigt nun ein, der Enterprise die benötigten Kristalle zu übergeben, und bittet Eve, bei ihm zu bleiben. Mudd möchte auf Rigel XII bleiben, doch Kirk lehnt das ab und verspricht lediglich, bei seinem Prozess ein gutes Wort für ihn einzulegen.

## Verbindungen zu anderen Star-Trek-Produktionen
Die Figur des Harry Mudd wurde in Star Trek mehrfach wieder aufgegriffen. Roger C. Carmel spielte ihn 1967 noch einmal in der 2. Staffel von Raumschiff Enterprise in der Folge Der dressierte Herrscher und sprach ihn 1973 in der Folge Der Liebeskristall der Zeichentrickserie Die Enterprise. Ein dritter Auftritt in Raumschiff Enterprise war zwar geplant, scheiterte aber an Terminschwierigkeiten. Ein Auftritt von Mudd in der Serie Raumschiff Enterprise – Das nächste Jahrhundert wurde durch den Tod von Roger C. Carmel im November 1986 verhindert. 2017 und 2019 wurde die Figur in zwei Folgen von Star Trek: Discovery und in der Short-Treks-Folge Houdini wieder aufgegriffen. Hier wurde Harry Mudd von Rainn Wilson gespielt.
Die Kristalle, die für den Antrieb der Enterprise benötigt werden, werden in Die Spitze des Eisberges und Die Frauen des Mr. Mudd noch Lithiumkristalle genannt. Später werden daraus Dilithiumkristalle.

## Produktion

### Drehbuch
Die grundlegende Idee zu dieser Folge wurde von Gene Roddenberry bereits 1964 in seinem Entwurf Star Trek is… formuliert, mit dem er Fernsehsender von seiner Vision für die Serie Raumschiff Enterprise überzeugen wollte. Nachdem der ursprüngliche Pilotfilm Der Käfig 1965 zwar produziert, aber damals nicht ausgestrahlt wurde, wurden für einen möglichen zweiten Pilotfilm drei Drehbücher verfasst: Eines war die von Stephen Kandel überarbeitete Version von Roddenberrys Idee zu Mudd’s Women. Das zweite war The Omega Glory (Das Jahr des roten Vogels), ebenfalls von Gene Roddenberry und das Dritte Where No Man Has Gone Before (Die Spitze des Eisberges) von Samuel A. Peeples. Alle drei Geschichten waren relativ kostengünstig zu produzieren. Letztendlich wählte NBC Die Spitze des Eisberges als Pilotepisode aus. Bei Die Frauen des Mr. Mudd gab es Vorbehalte gegenüber der Figur des Harry Mudd, bei dem es sich im Prinzip um einen „intergalaktischen Zuhälter“ handelte. Bei Das Jahr des roten Vogels wurde die Geschichte für insgesamt zu schwach gehalten. Beide Geschichten wurden später als reguläre Folgen von Raumschiff Enterprise verfilmt.

### Darsteller
Lieutenant John Farrell (Jim Goodwin) trat auch in den Folgen Kirk : 2 = ? und Miri, ein Kleinling auf.
Gene Dynarski, der Darsteller von Ben Childress, hatte später noch Auftritte in der Raumschiff-Enterprise-Folge Fast unsterblich und in der Folge 11001001 von Raumschiff Enterprise – Das nächste Jahrhundert.

### Kostüme und Requisiten
Neben Pokerspiele ist dies die einzige Folge, in der Uhura (Nichelle Nichols) die grüngelbe Uniform der Kommandoabteilung anstatt der roten Uniform der Technikabteilung trägt.
Spock (Leonard Nimoy) benutzt in dieser Folge ein echtes Rechengerät: den Navigationsrechner E6-B.

## Adaptionen
Judith Ann Lawrence schrieb eine Textfassung von Die Frauen des Mr. Mudd, die auf Englisch erstmals 1978 in der Geschichtensammlung Mudd's Angels erschien. Die deutsche Übersetzung erschien 1989.

## Rezeption
David Morgan führte Die Frauen des Mr. Mudd 2016 auf cbsnews.com als eine der besten Folgen von Raumschiff Enterprise auf.
Christian Blauvelt listete Die Frauen des Mr. Mudd 2022 auf hollywood.com in einem Ranking aller 79 Raumschiff-Enterprise-Folgen auf Platz 71.
Die Folge wurde vor allem in jüngerer Zeit für ihre stark sexistischen Inhalte kritisiert. Die Autorin Paula M. Block fand beispielsweise die Darstellung von Eve problematisch. Eve ist mit Brüdern aufgewachsen, denen sie stets hinterherräumen musste, und sieht nun ihren einzigen Lebenszweck darin, erneut einem Mann zu Diensten zu sein.

## Parodien und Anspielungen
In Folge 1.12 (Immer Ärger mit Harry) der Science-Fiction-Serie Odyssey 5 von 2002 treffen die Protagonisten auf ein Wesen, das sich selbst Harry Mudd nennt.
In Folge 3.03 (Der Zaubertrank) der Science-Fiction-Serie Stargate Atlantis von 2006 tritt ein Mann namens Lucius Lavin (Richard Kind) auf, der mithilfe von Kräutern andere Menschen völlig in seinen Bann schlägt. Produzent Brad Wright nannte Lucius „unseren Harry Mudd von Atlantis“.
Die Handlung der 2007 entstandenen Porno-Parodie Sex Trek: Where No Man Has Cum B4 basiert auf Die Frauen des Mr. Mudd. Hier rettet die Intercourse ein Raumschiff des 21. Jahrhunderts, das einen Mann namens Harry Balls und drei blonde Porno-Darstellerinnen beherbergt.